# Бишоффен
Бишоффен (нем. Bischoffen) — община в Германии, в земле Гессен. Подчиняется административному округу Гиссен. Входит в состав района Лан-Дилль.  Население составляет 3470 человек (на 31 декабря 2010 года). Занимает площадь 35,37 км².